# Construccions de pedra seca IX (el Vilosell)
Construccions de pedra seca IX és una obra del Vilosell (Garrigues) inclosa a l'Inventari del Patrimoni Arquitectònic de Catalunya.

## Descripció
És una cabana de volta adossada a un marge que fa de contrafort. Té la porta central i al seu interior hi ha una menjadora per animals, foc de terra i armaris a la paret, així com un altell fet de cabirons i canyissos, que l'any 1994 estava en bon estat però el 1996 es va enfonsar degut al mal estat dels cabirons. Amida 7,9 m de llarg x 4,3 m d'amplada i 3,9 m d'alçada. Està encarada cap al sud-est. A la part dreta hi ha una cisterna adossada al marge amb una pica de pedra.